# Seventh Son (Film)
Seventh Son (engl. für Siebter Sohn) ist die Verfilmung des Fantasykinderbuchs Spook – Der Schüler des Geisterjägers von Joseph Delaney, des ersten Buches des Spook-Zyklus. Protagonist ist der 14-jährige Tom Ward, der siebte Sohn eines siebten Sohns, dessen Abenteuer als Schüler eines Geisterjägers erzählt werden. Der Kinostart in Deutschland war am 5. März 2015.

## Handlung
Der Geisterjäger John Gregory, der letzte von 1000, hat die Oberhexe Mutter Malkin festgesetzt und damit die Niederlage der Menschen gegen die Geister verhindert. Nach zehn Jahren gelingt Malkin die Flucht, sie baut ihre Macht wieder auf und nur Gregory steht ihr noch im Wege. Der hat nur noch Zeit bis zum nächsten Blutmond, um seinen Schüler Tom darin auszubilden, gegen die finsterste schwarze Magie zu kämpfen – eine Lehre, die sonst Jahre erfordert. Tom zeigt erst seine menschliche Seite, kämpft dann aber doch tapfer gegen die Gefahren. Nach gemischten Gefühlen gegenüber der Halbhexe Alice erfährt er durch seine von Mutter Malkin getötete eigene Mutter, dass auch er ein Halbblut ist. Seine Mutter hat ihm ein Amulett mitgegeben, das Malkins Kraft verstärkte und vor Hexenkraft schützt. Unter dem Einfluss von Malkin stiehlt Alice dieses Amulett. Bei der anschließenden Verfolgung stürzt Tom in eine Schlucht und wird zunächst für tot gehalten. Als Gregory und seine Gefährten schließlich Malkin angreifen, kann diese den Geisterjäger mit dem Amulett zunächst in ihre Gewalt bringen. Als Alice von Toms Tod hört, nimmt sie Malkin das Amulett wieder ab und schließt sich dem Team des Geisterjägers an. Gemeinsam kann Malkin besiegt werden. Tom übernimmt die Aufgabe als Geisterjäger, während Gregory mit unbekanntem Ziel aufbricht.

## Hintergrund
Produktionsstart war am 19. März 2012 in Vancouver.
Für die Rolle des Tom Ward war ursprünglich Sam Claflin vorgesehen, der aber nach einer Meldung des Magazins Variety von Juni 2011 ausstieg und durch Ben Barnes ersetzt wurde.
Im Februar 2013 erklärte sich das produzierende Studio Legendary Pictures bereit, dem insolventen Visual Effects Rhythm and Hues Studios 5 Millionen US-Dollar bereitzustellen, damit sie ihre Arbeiten am Film abschließen konnten.
Der Kinostart in Deutschland war ursprünglich für den 24. Oktober 2013 geplant, wurde am 20. Juli 2013 dann aber auf der Comic-Con von Warner Brothers für den 20. Januar 2014 angekündigt. Am 15. August 2013 gab Legendary Pictures dann bekannt, dass die Zusammenarbeit mit Warner beendet wurde und der Vertrieb nun von Universal Pictures übernommen werden sollte. In Frankreich lief der Film am 17. Dezember 2014 an. Der US-Start wurde auf den 6. Februar 2015 verschoben, in Deutschland ist der Film am 5. März 2015 erschienen.
Der Film wurde in 3D und IMAX 3D produziert.

## Rezeption
Für Christian Horn ist Seventh Son „ein lustlos wirkender Jugend-Fantasyfilm aus der Retorte, der lediglich mit seinen opulenten CGI-Effekten beeindruckt“.
Björn Helbig kritisiert auf kino-zeit.de Geschichtsvergessenheit und einen rassistischen Tenor des Films: „Überhaupt ist es sehr fragwürdig, wie unreflektiert und geschichtsvergessen hier mit dem Thema “Hexen” umgegangen wird. Hexen: böse, Scheiterhaufen, basta! Auch die Existenz der dem Menschen freundlich gesinnten Halbblüter ändert nichts an dem rassistischen Grundtenor des Films.“
Miriam Eck kritisiert auf Daumenkino offensichtliche Frauenfeindlichkeit und Rassismus: „Nun könnte man den Film einfach als kurzweiligen Schund abtun. Doch leider ist dieser Film auch noch so offensichtlich frauenfeindlich und rassistisch, dass es einem die Sprache verschlägt. Alle „guten“ Helden sind weiß und männlich. Alle bösen Fabelwesen sind schwarze Menschen, Asiaten oder Araber. Dabei hat man das Gefühl, dass auch jedes rassistische Klischee aufgegriffen wurde. Bestes Beispiel: Eine schwarze Frau, die visuell stereotypisch als Afrikanerin gekennzeichnet wurde, kann sich in eine Leopardin verwandeln. Das wäre nicht einmal so schlimm, wenn ihre Figur nicht nur darauf reduziert werden würde. Ihre Absichten oder Gedanken? – Nicht von Interesse.“

## Synchronisation
Die deutsche Synchronisation entstand durch Interopa Film nach einem Dialogbuch von Klaus Bickert und unter der Dialogregie von Björn Schalla.
| Rolle         | Schauspieler/in | Synchronsprecher/in |
| ------------- | --------------- | ------------------- |
| Tom Ward      | Ben Barnes      | Ozan Ünal           |
| John Gregory  | Jeff Bridges    | Joachim Tennstedt   |
| Mutter Malkin | Julianne Moore  | Petra Barthel       |
| Alice Deane   | Alicia Vikander | Yvonne Greitzke     |
| Billy Bradley | Kit Harington   | Tobias Nath         |
| Radu          | Djimon Hounsou  | Daniel Zillmann     |
| Urag          | Jason Scott Lee |                     |
| Bony Lizzie   | Antje Traue     | Antje Traue         |
| Mutter Ward   | Olivia Williams | Silvia Mißbach      |